# ダニエル・バード
ダニエル・ポール・バード（Daniel Paul Bard, 1985年6月25日 - ）は、アメリカ合衆国テキサス州ヒューストン出身の元プロ野球選手（投手）。
。右投右打。

## 経歴

### プロ入り前
5歳で野球を始め、少年時代は遊撃手を守っていた。高校では野球をするために転校して新しいチームでは投手として好記録を残し、打者としても3割を打ち5本塁打。翌年には4割を打って10本塁打を打った。2003年のMLBドラフト20巡目（全体604位）でニューヨーク・ヤンキースから指名を受けたが、学業に励みたいという自身の意思から、地元ノースカロライナ州のノースカロライナ大学チャペルヒル校に進学。2004年のベースボール・アメリカでアメリカの最も優れた新人であると評された。このシーズン16試合に登板し8勝4敗・防御率3.88を記録した。新人の8勝はノースカロライナ大学チャペルヒル校の新記録であった。
2005年は7勝5敗、防御率4.22、2006年も9勝4敗・防御率3.64を記録し、チームメイトのアンドリュー・ミラーと共にドラフト候補に挙がった。

### プロ入りとレッドソックス時代
2006年のMLBドラフト1巡目（全体28位）でボストン・レッドソックスから指名され、プロ入り。

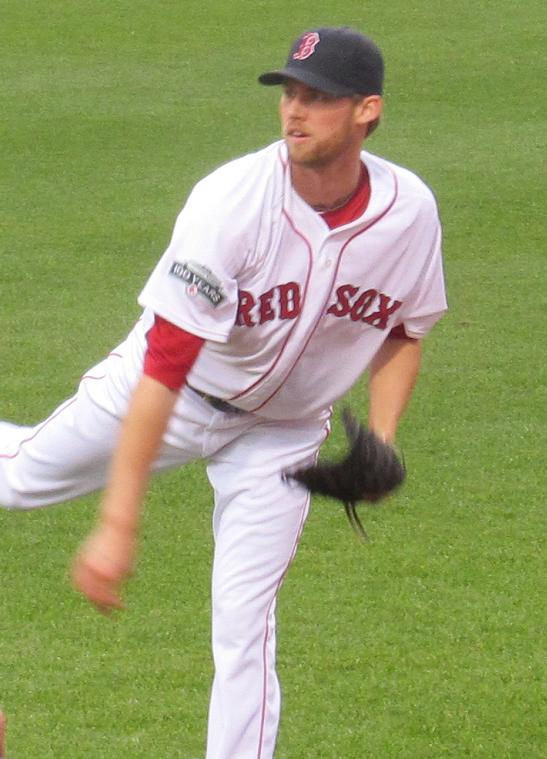
ボストン・レッドソックス時代
(2012年5月29日)

2007年は傘下のA級グリーンビル・ドライブとA+級ランカスター・ジェットホークスで先発投手として75イニングを投げ、防御率7.05・78四球の成績を残した。この成績から中継ぎに移された。シーズン終了後レベル的にAAA級のハワイ・ウィンターリーグで16試合に投げて防御率1.08と好投し、制球問題に関しても大幅に改善した。
2008年はA級グリーンビルとAA級ポートランド・シードッグスで中継ぎとして投げ、77イニングを投げ、防御率1.51・107奪三振の成績を残し、近年はジョン・レスターやクレイ・バックホルツが選出されていたマイナーリーグのピッチャー・オブ・ザ・イヤーに選ばれた。
2009年はAAA級ポータケット・レッドソックスでシーズンをスタートし、16イニングで打者58人に対し29奪三振。6安打され、うち2本が本塁打であった。5月10日にハビアー・ロペスのマイナー降格に伴ってメジャー昇格し、13日のロサンゼルス・エンゼルス戦でメジャーデビューを果たした。5月20日のトロント・ブルージェイズ戦でフェンウェイ・パークで初登板したが、3安打を打たれ失点した。6月12日のフィラデルフィア・フィリーズ戦で延長13回に登板しメジャー初セーブを記録した。8月26日のシカゴ・ホワイトソックス戦でデビッド・オルティーズのサヨナラ本塁打でメジャー初勝利を記録した。
2010年はジョナサン・パペルボンに繋ぐセットアップマンとして定着し、73試合の登板で防御率は1.93だった。32ホールドはリーグ最多だった。
2011年は5月27日から7月31日にかけて、25登板連続無失点の球団新記録を樹立。しかし、9月以降に0勝4敗・防御率10.64と不振に陥り、レッドソックスは歴史的失速によってプレーオフ進出を逃した。
2012年は自ら志願して先発に転向したが、深刻な制球難に陥り、6月5日には3シーズンぶりにマイナー降格の屈辱を味わった。降格後はリリーフに戻ったが、乱れた制球は改善されず、AAA級ポータケットで防御率7点台と苦しんだ。8月30日に再昇格したが、最後まで調子を取り戻すことはなかった。
2013年9月1日にDFAとなった。

### レッドソックス退団後
2013年9月4日にウェイバー公示を経てシカゴ・カブスへ移籍したが、12月2日にFAとなった。
2014年1月31日にテキサス・レンジャーズとマイナー契約を結び、2月3日に球団が発表した。この年は傘下のA級ヒッコリー・クロウダッズで4試合に登板したが、防御率175.50と大炎上した。
2015年1月18日にカブスとマイナー契約を結ぶが、登板なしに終わった。オフに自由契約となった。
2016年1月14日にピッツバーグ・パイレーツとマイナー契約を結ぶが、5月13日に自由契約となった。その後、6月22日にセントルイス・カージナルスとマイナー契約を結んだ。
2017年もカージナルス傘下に在籍し、開幕からAA級スプリングフィールド・カージナルスでプレーしていたが、5月15日に自由契約となった。その後、6月11日にニューヨーク・メッツとマイナー契約を結び、傘下のA+級セントルーシー・メッツへ配属された。
2018年1月4日に現役引退を表明した。

### 引退後
2018年2月1日にアリゾナ・ダイヤモンドバックスのメンタルトレーニング部門のスタッフに就任した。

### 現役復帰・ロッキーズ時代
2020年2月21日にコロラド・ロッキーズとマイナー契約を結び、現役復帰した。7月17日にメジャー契約を結んで40人枠入りした。7月25日のレンジャーズ戦、1点をリードした5回途中から先発のジョン・グレイの後を受けて2番手で登板した。これがレッドソックスに在籍していた2013年4月27日のヒューストン・アストロズ戦以来、7年、2646日ぶりのメジャーのマウンドとなった。最速99mph（約159km/h）の速球を軸に、2安打を許したものの、1回1/3を無失点に封じてチームはそのまま勝利して白星を挙げた。メジャーでの勝利となると、2012年5月29日のデトロイト・タイガース戦まで遡ることになり、2979日ぶりの白星だった。同年メジャーでは最終的に23試合に登板して4勝2敗6セーブ2ホールド、防御率3.56、27奪三振を記録した。
2021年は復帰後最多の67試合に登板したものの、7勝8敗と負け越した。防御率も5.21と悪化した。ただ、その一方で20セーブ4ホールド、80奪三振を記録した。
2022年は57試合とわずかに登板数を減らしたが6勝4敗と2年ぶりに勝ち越した。セーブ数は34を数えた一方で、復帰後初めてホールドなしに終わった。また、69個の三振を奪った。
2023年はシーズン開幕前の2月10日に第5回ワールド・ベースボール・クラシック(WBC)のアメリカ合衆国代表に選出された。この年、シーズンではちょうど50試合に登板して4勝2敗1セーブ6ホールド、防御率4.56、47奪三振を記録した。
2024年はメジャーでもマイナーでもプレーせず、オフの10月31日にFAとなった。

### マリナーズ傘下時代
2025年6月4日にシアトル・マリナーズとマイナー契約を結び、同日中にAAA級タコマ・レイニアーズに配属されたが、7月18に二度目の引退を発表した。

## 投球スタイル
| 球種           | 割合 | 平均球速 | 平均球速 | 最高球速 | 最高球速 |
| 球種           | %    | mph      | km/h     | mph      | km/h     |
| -------------- | ---- | -------- | -------- | -------- | -------- |
| スライダー     | 46.1 | 87.1     | 140.2    | 92.2     | 148.4    |
| フォーシーム   | 34.8 | 97.5     | 156.9    | 101.3    | 163      |
| シンカー       | 13.6 | 97.3     | 156.6    | 99.8     | 160.6    |
| チェンジアップ | 5.4  | 89.8     | 144.5    | 91.7     | 147.6    |

6' 4"（約193cm）の長身を活かしたサイドスローから投げ込む速球を武器とし、毎年投球回数に迫るほどの奪三振を残す。球種は、平均97mph（約156.1km/h）を超えるフォーシームのほかスライダーやカーブ、たまにチェンジアップを組み合わせて投げる。最速は、2009年に計測した102mph(約164.2km/h)。

## 家族
5歳年下の弟のルーク・バードもプロ野球選手（投手）である。2012年のMLBドラフト1巡目追補（全体42位）でミネソタ・ツインズから指名されてプロ入り後、2018年にエンゼルスでメジャーデビューを果たしている。
また、従兄弟にも同じくプロ野球選手（外野手）のジョン・アンドレオリがいる。

## 詳細情報

### 年度別投手成績
| 年 度    | 球 団    | 登 板 | 先 発 | 完 投 | 完 封 | 無 四 球 | 勝 利 | 敗 戦 | セ 丨 ブ | ホ 丨 ル ド | 勝 率 | 打 者 | 投 球 回 | 被 安 打 | 被 本 塁 打 | 与 四 球 | 敬 遠 | 与 死 球 | 奪 三 振 | 暴 投 | ボ 丨 ク | 失 点 | 自 責 点 | 防 御 率 | W H I P |
| -------- | -------- | ----- | ----- | ----- | ----- | -------- | ----- | ----- | -------- | ----------- | ----- | ----- | -------- | -------- | ----------- | -------- | ----- | -------- | -------- | ----- | -------- | ----- | -------- | -------- | ------- |
| 2009     | BOS      | 49    | 0     | 0     | 0     | 0        | 2     | 2     | 1        | 13          | .500  | 212   | 49.1     | 41       | 5           | 22       | 3     | 3        | 63       | 1     | 1        | 24    | 20       | 3.65     | 1.28    |
| 2010     | BOS      | 73    | 0     | 0     | 0     | 0        | 1     | 2     | 3        | 32          | .333  | 295   | 74.2     | 45       | 6           | 30       | 3     | 2        | 76       | 2     | 0        | 18    | 16       | 1.93     | 1.00    |
| 2011     | BOS      | 70    | 0     | 0     | 0     | 0        | 2     | 9     | 1        | 34          | .182  | 288   | 73.0     | 46       | 5           | 24       | 3     | 2        | 74       | 2     | 1        | 29    | 27       | 3.33     | 0.96    |
| 2012     | BOS      | 17    | 10    | 0     | 0     | 0        | 5     | 6     | 0        | 0           | .455  | 277   | 59.1     | 60       | 1           | 43       | 1     | 8        | 38       | 1     | 2        | 42    | 41       | 6.22     | 1.74    |
| 2013     | BOS      | 2     | 0     | 0     | 0     | 0        | 0     | 0     | 0        | 0           | ----  | 6     | 1.0      | 1        | 0           | 2        | 0     | 0        | 1        | 0     | 0        | 1     | 1        | 9.00     | 3.00    |
| 2020     | COL      | 23    | 0     | 0     | 0     | 0        | 4     | 2     | 6        | 2           | .667  | 106   | 24.2     | 22       | 2           | 10       | 2     | 3        | 27       | 1     | 0        | 10    | 10       | 3.65     | 1.30    |
| 2021     | COL      | 67    | 0     | 0     | 0     | 0        | 7     | 8     | 20       | 4           | .467  | 304   | 65.2     | 69       | 8           | 36       | 1     | 7        | 80       | 4     | 0        | 41    | 38       | 5.21     | 1.60    |
| 2022     | COL      | 57    | 0     | 0     | 0     | 0        | 6     | 4     | 34       | 0           | .600  | 245   | 60.1     | 35       | 3           | 25       | 1     | 3        | 69       | 3     | 0        | 15    | 12       | 1.79     | 0.99    |
| 2023     | COL      | 50    | 0     | 0     | 0     | 0        | 4     | 2     | 1        | 6           | .667  | 232   | 49.1     | 35       | 5           | 49       | 3     | 8        | 47       | 2     | 1        | 30    | 25       | 4.56     | 1.70    |
| MLB：9年 | MLB：9年 | 408   | 10    | 0     | 0     | 0        | 31    | 35    | 66       | 91          | .470  | 1965  | 457.1    | 354      | 43          | 241      | 17    | 36       | 475      | 16    | 5        | 210   | 190      | 3.74     | 1.30    |

- 各年度の太字はリーグ最高

### ポストシーズン投手成績
| 年 度     | 球 団     | シ リ ｜ ズ | 登 板 | 先 発 | 勝 利 | 敗 戦 | セ ｜ ブ | 打 者 | 投 球 回 | 被 安 打 | 被 本 塁 打 | 与 四 球 | 敬 遠 | 与 死 球 | 奪 三 振 | 暴 投 | ボ ｜ ク | 失 点 | 自 責 点 | 防 御 率 |
| --------- | --------- | ----------- | ----- | ----- | ----- | ----- | -------- | ----- | -------- | -------- | ----------- | -------- | ----- | -------- | -------- | ----- | -------- | ----- | -------- | -------- |
| 2009      | BOS       | ALDS        | 2     | 0     | 0     | 0     | 0        | 8     | 3.0      | 0        | 0           | 0        | 0     | 0        | 4        | 0     | 0        | 0     | 0        | 0.00     |
| 出場：1回 | 出場：1回 | 出場：1回   | 2     | 0     | 0     | 0     | 0        | 8     | 3.0      | 0        | 0           | 0        | 0     | 0        | 4        | 0     | 0        | 0     | 0        | 0.00     |

### WBCでの投手成績
| 年 度 | 代 表          | 登 板 | 先 発 | 勝 利 | 敗 戦 | セ ｜ ブ | 打 者 | 投 球 回 | 被 安 打 | 被 本 塁 打 | 与 四 球 | 敬 遠 | 奪 三 振 | 暴 投 | ボ ｜ ク | 失 点 | 自 責 点 | 防 御 率 |
| ----- | -------------- | ----- | ----- | ----- | ----- | -------- | ----- | -------- | -------- | ----------- | -------- | ----- | -------- | ----- | -------- | ----- | -------- | -------- |
| 2023  | アメリカ合衆国 | 3     | 0     | 0     | 0     | 0        | 15    | 1.2      | 5        | 0           | 4        | 0     | 2        | 3     | 0        | 8     | 8        | 43.20    |

### 年度別守備成績
| 年 度 | 球 団 | 投手（P） | 投手（P） | 投手（P） | 投手（P） | 投手（P） | 投手（P） |
| 年 度 | 球 団 | 試 合     | 刺 殺     | 補 殺     | 失 策     | 併 殺     | 守 備 率  |
| ----- | ----- | --------- | --------- | --------- | --------- | --------- | --------- |
| 2009  | BOS   | 49        | 4         | 2         | 2         | 1         | .750      |
| 2010  | BOS   | 73        | 7         | 7         | 2         | 1         | .875      |
| 2011  | BOS   | 70        | 11        | 5         | 1         | 0         | .941      |
| 2012  | BOS   | 17        | 4         | 8         | 0         | 3         | 1.000     |
| 2013  | BOS   | 2         | 0         | 1         | 0         | 0         | 1.000     |
| 2020  | COL   | 23        | 1         | 0         | 1         | 0         | .500      |
| 2021  | COL   | 67        | 1         | 2         | 1         | 0         | .750      |
| 2022  | COL   | 57        | 2         | 6         | 0         | 0         | 1.000     |
| 2023  | COL   | 50        | 3         | 1         | 1         | 0         | .800      |
| MLB   | MLB   | 408       | 33        | 32        | 8         | 5         | .890      |

### 表彰
- カムバック賞 : 1回 (2020年)
- トニー・コニグリアロ賞：1回（2020年）

### 背番号
- 60（2009年）
- 51（2010年 - 2013年）
- 52（2020年 - 2023年）

### 代表歴
- 2023 ワールド・ベースボール・クラシック・アメリカ合衆国代表